# Oxford megye
Oxford megye az Amerikai Egyesült Államokban, azon belül Maine államban található. Megyeszékhelye Paris, legnagyobb városa Rumford. Lakosainak száma 57 777 fő (2020. április 1.). Oxford megye Franklin, Carroll, York, Androscoggin, Cumberland és Coös megyékkel határos.

## Népesség
A megye népességének változása:
| Lakosok száma | 57 779 | 57 792 | 57 513 | 57 277 | 57 202 | 57 777 |
|               | 2010   | 2011   | 2012   | 2013   | 2015   | 2020   |